# مسابقات جهانی شنا (۲۵ متر) ۲۰۰۸

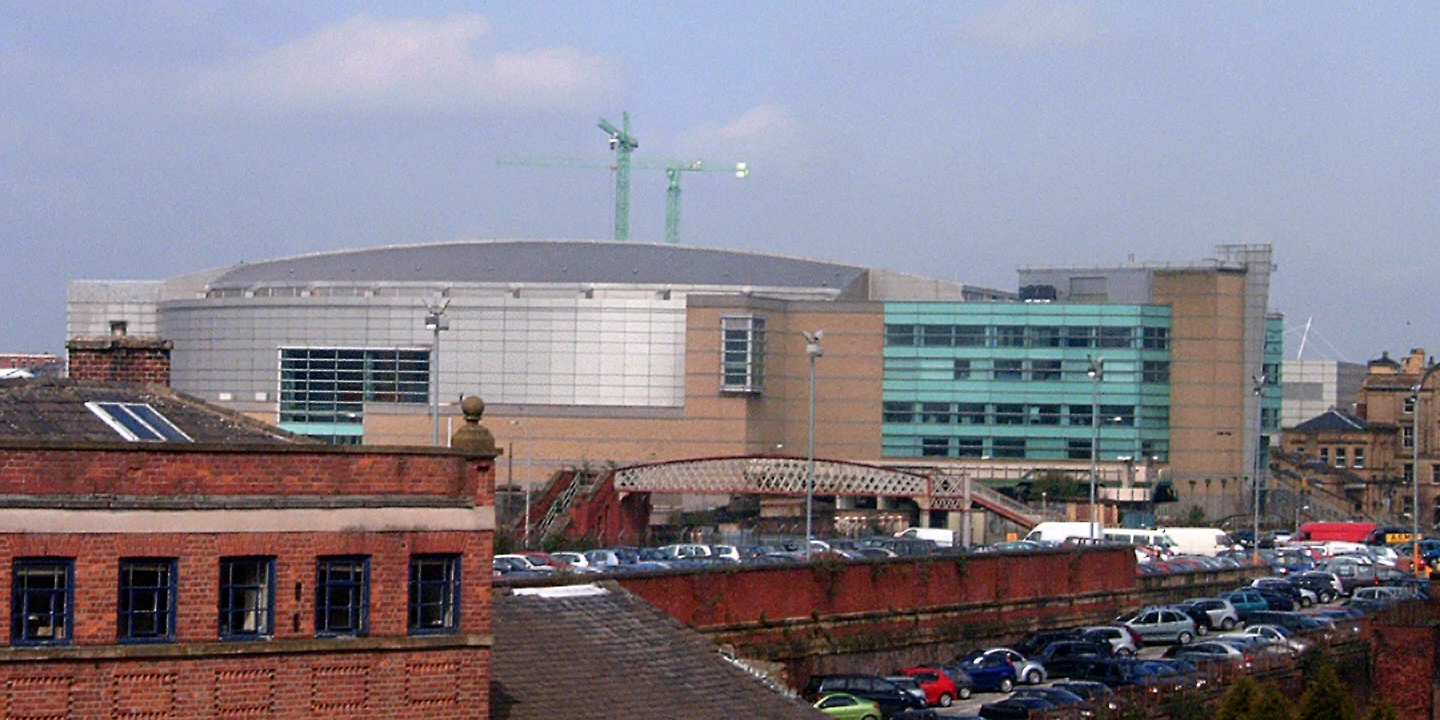
نگاره‌ای از محل برگزاری مسابقات در منچستر

مسابقات جهانی شنا (۲۵ متر) ۲۰۰۸ یا مسابقات جهانی شنا کورس کوتاه از ۹ تا ۱۳ آوریل ۲۰۰۸ میلادی در منچستر، انگلستان برگزار شده‌است.

## جدول مدال‌ها
| رتبه | کشور                | طلا | نقره | برنز | مجموع |
| ۱    | ایالات متحده آمریکا | ۱۰  | ۶    | ۱    | ۱۷    |
| ۲    | استرالیا            | ۸   | ۹    | ۲    | ۱۹    |
| ۳    | هلند                | ۴   | ۴    | ۱    | ۹     |
| ۴    | زیمبابوه            | ۴   | ۰    | ۱    | ۵     |
| ۵    | بریتانیای کبیر      | ۳   | ۱۰   | ۱۱   | ۲۴    |
| ۶    | روسیه               | ۳   | ۱    | ۵    | ۹     |
| ۷    | اوکراین             | ۲   | ۳    | ۲    | ۷     |
| ۸    | کرواسی              | ۲   | ۰    | ۲    | ۴     |
| ۹    | آفریقای جنوبی       | ۱   | ۱    | ۴    | ۶     |
| ۱۰   | اسلوونی             | ۱   | ۱    | ۰    | ۲     |
| ۱۱   | نیوزیلند            | ۱   | ۰    | ۱    | ۲     |
| ۱۲   | اتریش               | ۱   | ۰    | ۰    | ۱     |
| ۱۳   | ایتالیا             | ۰   | ۲    | ۲    | ۴     |
| ۱۴   | اسپانیا             | ۰   | ۱    | ۲    | ۳     |
| ۱۵   | فنلاند              | ۰   | ۱    | ۱    | ۲     |
| ۱۶   | چین                 | ۰   | ۱    | ۰    | ۱     |
| ۱۶   | رومانی              | ۰   | ۱    | ۰    | ۱     |
| ۱۸   | لهستان              | ۰   | ۰    | ۲    | ۲     |
| ۱۹   | یونان               | ۰   | ۰    | ۱    | ۱     |
| ۱۹   | سوئد                | ۰   | ۰    | ۱    | ۱     |
|      | مجموع               | ۴۰  | ۴۱   | ۳۹   | ۱۲۰   |